# Santa Cruz de Yojoa
Santa Cruz de Yojoa est une ville du Honduras, située dans le département de Cortés.